# Bannur
Bannur là một thị xã panchayat của huyện Mysore thuộc bang Karnataka, Ấn Độ.

## Địa lý
Bannur có vị trí 12°20′B 76°52′Đ / 12,33°B 76,86°Đ Nó có độ cao trung bình là 654 mét (2145 foot).

## Nhân khẩu
Theo điều tra dân số năm 2001 của Ấn Độ, Bannur có dân số 23.190 người. Phái nam chiếm 51% tổng số dân và phái nữ chiếm 49%. Bannur có tỷ lệ 59% biết đọc biết viết, thấp hơn tỷ lệ trung bình toàn quốc là 59,5%: tỷ lệ cho phái nam là 63%, và tỷ lệ cho phái nữ là 54%. Tại Bannur, 11% dân số nhỏ hơn 6 tuổi.